# Gegantó Pepitu Campanar
El gegantó Pepitu Campanar és una figura de la Vila de Gràcia vinculada a la Colla Gegantera de Gràcia. Representa el campanar de la vila, amb la singularitat que, mentre es belluga, el geganter pot fer sonar la campana que duu incorporada.
La figura va néixer el 1984 com a nan, per fer de reclam de la revista Carrer Gran de Gràcia. El va construir el taller de Can Forés a partir d'uns dibuixos de Miquel Giménez. Uns quants anys més tard, aquesta publicació va desaparèixer i la peça es va cedir a la colla de geganters del barri, que la va presentar el 1998 en forma de nan.
Després d'unes quantes adaptacions, l'11 de desembre de 2004 la figura va ser reestrenada tal com es coneix avui, transformada en el gegantó Pepitu Campanar. La tasca de reconvertir-lo es va encarregar a la constructora Dolors Sans. L'any 2015 s'estrenà una còpia alleugerida i de cavallet no tant estret en el marc de la diada de la Festa Major de Gràcia, el 15 d'agost. La nova figura fou realitzada pel constructor original de la figura, en Xavier Jansana, i també incorporà una franja amb els diferents relleus que representen els signes del zodíac a la seva part mitjana. Durant el moment de l'estrena es presentà també el ball propi dels Gegantons de Gràcia (en Pepitu el Campanar, na Gresca i en Torradet) anomenat "Repic de Festa", compost per en Ricard Ellis i coreografiat pels membres de la colla. Aquest ball fou creat per ballar-lo durant la Festa Major de Gràcia i en d'altres ocasions on participa aquesta figura.
El 15 d'agost de 2018, durant el Matí de Festa Major, s'estrenà un gegantó més petit a semblança d'aquesta figura. Realitzat per Meritxell Campos es convertí en una figura per tal de ser ballada pels membres més petits de la colla. Aquell mateix dia es batejà com a Pepitet.
En Pepitu Campanar surt normalment acompanyat de la resta de figures de la colla gracienca: els Gegants de Gràcia, els Gegantons Torradet i Gresca, el Gegantó Torres i els Capgrossos de Gràcia. Es deixa veure cada any per la Festa Major de Gràcia (del 15 al 21 d'agost), a la trobada gegantera del barri, de periodicitat biennal, dins la primera quinzena de maig dels anys parells i en les trobades on els Geganters de Gràcia en són convidats.